# Johnny Apollo
Pour plus de détails, voir Fiche technique et Distribution.

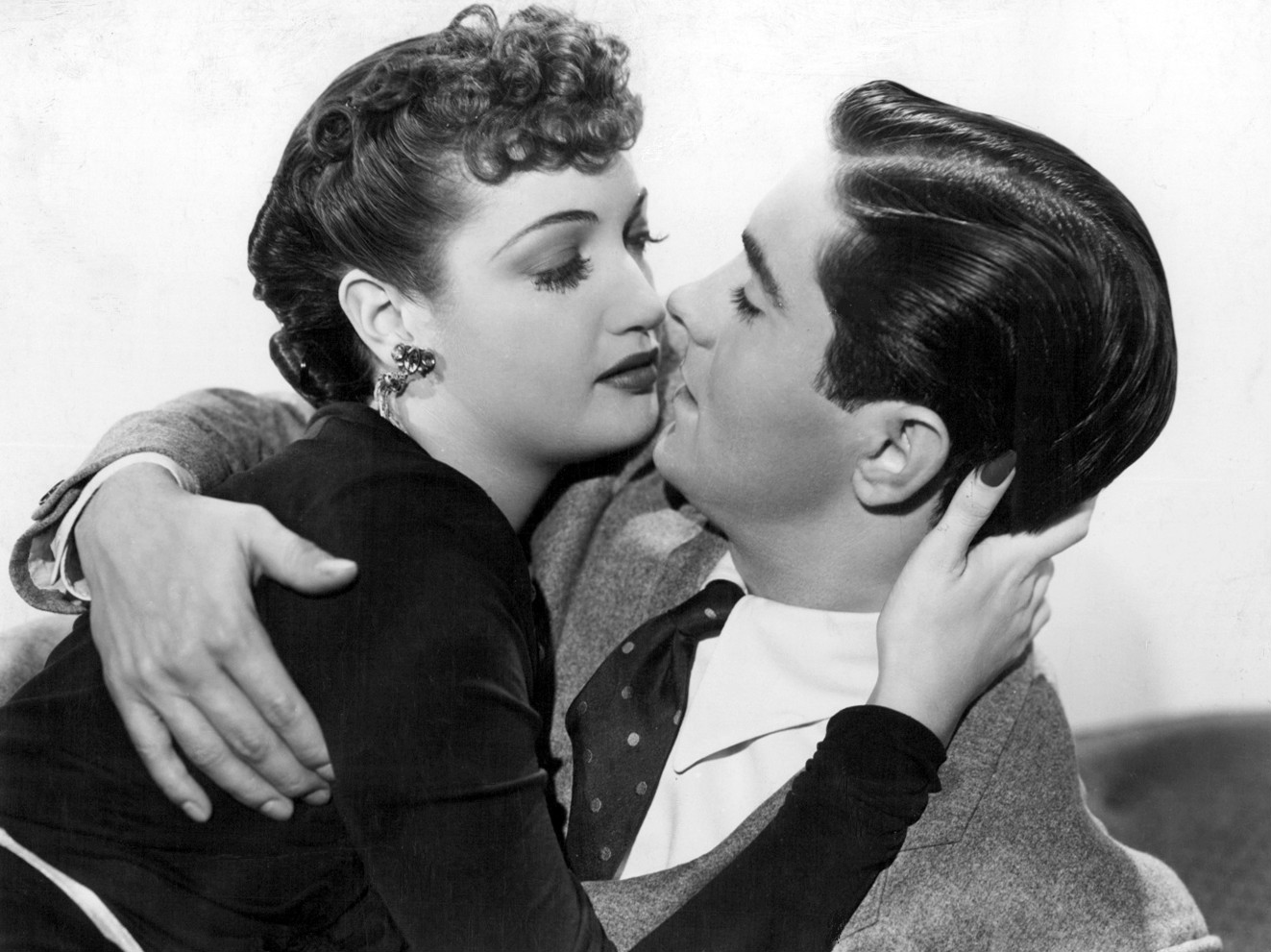
Dorothy Lamour et Tyrone Power

Johnny Apollo est un film américain réalisé par Henry Hathaway, sorti en 1940.

## Synopsis
Son père ayant été emprisonné pour escroquerie, Bob quitte la maison familiale et devient le lieutenant du truand Dwyer, sous le nom de Johnny Apollo. Arrêté à son tour, il retrouve son père devenu surveillant. Il fera échouer une évasion, puis sera gracié et se réconciliera avec son père.

## Fiche technique
- Titre original : Johnny Apollo
- Réalisation : Henry Hathaway
- Scénario : Philip Dunne et Rowland Brown d'après une histoire de Samuel G. Engel et Hal Long
- Photographie : Arthur C. Miller
- Montage : Robert Bischoff
- Musique : Cyril J. Mockridge
- Direction artistique : Richard Day et Wiard Ihnen
- Décors : Thomas Little
- Costumes : Gwen Wakeling et Sam Benson
- Producteur : Darryl F. Zanuck
- Producteur associé : Harry Joe Brown
- Société de production et de distribution : 20th Century Fox
- Pays de production :  États-Unis
- Format : Noir et blanc - Son : Mono (Western Electric Mirrophonic Recording)
- Genre : Film policier
- Durée : 94 minutes
- Dates de sortie :
  - États-Unis : 15 mars 1940 (première à Ossining)
  - France : 10 décembre 1947

## Distribution
- Tyrone Power : Bob Cain, alias Johnny Apollo
- Dorothy Lamour : Lucky Dubarry
- Edward Arnold : Robert "Pop" Cain Sr.
- Lloyd Nolan : Mickey Dwyer
- Charley Grapewin : Juge Emmett T. Brennan
- Lionel Atwill : Jim Mc Laughlin
- Marc Lawrence : Bates
- Jonathan Hale : Dr Brown
- Harry Rosenthal : le joueur de piano
- Russell Hicks : Procureur de district
- Fuzzy Knight : Gardien de prison
- Charles Trowbridge : Juge Penrose
- John Hamilton : Autre juge
- Robert Homans : Gardien de prison
- Tom Dugan : Prisonnier Tom Dugan

## À noter
- Linda Darnell devait au départ tenir le rôle de Lucky Dubarry, mais Darryl F. Zanuck fut mécontent d'elle et la fit remplacer par Dorothy Lamour après quelques jours de tournage.